# Maksimilijan Matjaž
Maksimilijan Matjaž (ur. 23 sierpnia 1963 w Črna na Koroškem) – słoweński duchowny katolicki, biskup Celje od 2021.

## Życiorys
Święcenia kapłańskie otrzymał 29 czerwca 1989 i został inkardynowany do archidiecezji Maribor. Pracował głównie na wydziale teologicznym w Lublanie, pełniąc funkcje asystenta oraz wykładowcy biblistyki.
5 marca 2021 papież Franciszek mianował go ordynariuszem diecezji Celje. Sakry udzielił mu 30 maja 2021 nuncjusz apostolski w Słowenii – arcybiskup Jean-Marie Speich.